# ジョージ・アーバン
ジョージ・ロバート・アーバン（George Robert Urban、1921年4月12日 - 1997年10月3日）は、当時のハンガリー王国ミシュコルツに生まれたハンガリー人の著作家で、特にラジオ・フリー・ヨーロッパ (RFE) のブロードキャスターとして知られていた。反共、自由主義の闘士であった。

## 生い立ち
ジョージ・アーバンは、1921年4月12日に当時のハンガリー王国ミシュコルツに生まれた。一般的にブダペスト大学として知られるエトヴェシュ・ロラーンド大学を1947年に卒業し、第二共和国時代の1948年にハンガリーを離れ、イギリスに渡った。ロンドン大学に進み、1956年にドイツ語の詩と言語の分野におけるPh.D.を取得した。

## 経歴
やがてアーバンは、1948年のうちに英国放送協会 (BBC) のハンガリー語放送で働くようになった。BBCワールドサービスで、多年にわたりラジオのブロードキャスターを務めた後、1960年にRFEに転じた。RFEでアーバンは、ラジオ放送大学 (Radio University of the Air) という企画を実現させ、ヨーロッパの代表的な知識人たちを放送に登場させ、中には、共産主義から転向したアーサー・ケストラーやイニャツィオ・シローネのような人々も含まれていた。 
また、1967年から1970年にかけて、南カリフォルニア大学のシニア・リサーチ・アソシエート（上席研究助手）も務め、1968年からはロサンゼルスに滞在した。1982年から1986年にかけては、RFE のディレクターを務めた。
アーバンは、雑誌『Encounter』への寄稿でも知られていた。彼のジャーナリズムへの寄稿や、書籍の執筆は、RFEにおける業績である、名だたる知識人たちや政治家など、冷戦に関わる覚悟をもった人々との長時間にわたる対話、事実上の長尺インタビューに、多くを依拠していた。彼はまた、オルゲ＝クライスについての研究も発表していたが、これは若い頃から熱心に取り組んだもので、彼の態度を形成し続けたものでもあった。

## 私生活
アーバンは、2度、結婚した。

## おもな著作
- The Nineteen Days (1957)
  - 1956年のハンガリー動乱についての著作[1]。
- Kinesis and stasis; a study in the attitude of Stefan George and his circle to the musical arts (1962)
- The Sino-Soviet Conflict (1965) with Leo Labedz
- Toynbee on Toynbee: A Conversation between Arnold J. Toynbee and G. R. Urban (1974)
- Détente (1976)
- What is Eurocommunism? (1977) editor
- Eurocommunism: Its Roots and Future in Italy and Elsewhere (1978)
- Communist Reformation: Nationalism, Internationalism, and Change in the World Communist Movement (1979)
- Can the Soviet System Survive Reform?: Seven Colloquies About the State of Soviet Socialism Seventy Years After the Bolshevik Revolution (1989)
- End of Empire: The Demise of the Soviet Union (1992)
- Diplomacy and Disillusion at the Court of Margaret Thatcher: An Insider's View (1996)
- Radio Free Europe and the Pursuit of Democracy: My War Within the Cold War (1997)

このほか、日本語で読める文献として、吉田美枝訳による、ガリーナ・ヴィシネフスカヤへのインタビューがある。